# Kevin Lawton
Kevin Edmund Lawton (Auckland, 28 de septiembre de 1960) es un deportista neozelandés que compitió en remo. Participó en los Juegos Olímpicos de Los Ángeles 1984, obteniendo una medalla de bronce en la prueba de cuatro con timonel.

## Palmarés internacional
| Juegos Olímpicos | Juegos Olímpicos             | Juegos Olímpicos  | Juegos Olímpicos   |
| Año              | Lugar                        | Medalla           | Prueba             |
| ---------------- | ---------------------------- | ----------------- | ------------------ |
| 1984             | Los Ángeles (Estados Unidos) | Medalla de bronce | Cuatro con timonel |